# Giovanni Battista Ruggieri
Giovanni Battista Ruggieri (* 1603 in Bologna; † 23. August 1633 in Rom) war ein bologneser Maler des Barock. Er war Schüler des Domenichino, später auch von Francesco Gessi, weshalb er auch Battistino del Gessi genannt wurde.

## Leben

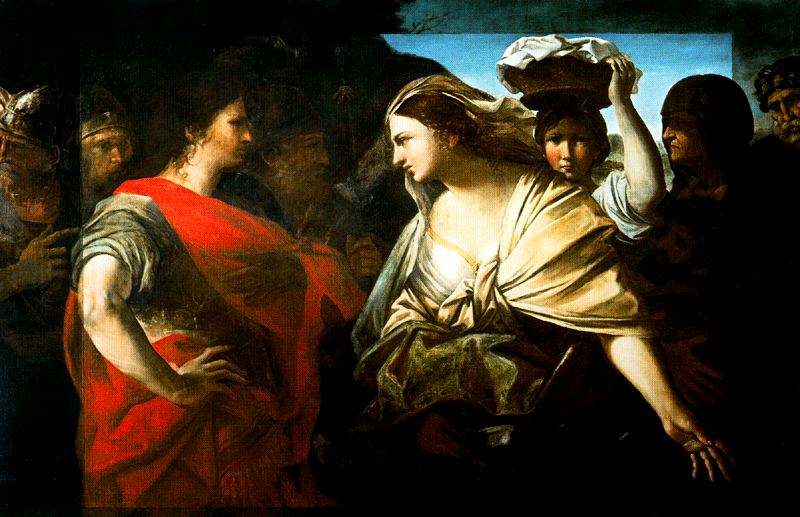
David und Abigajil (Gallerie Nazionali d’Arte Antica, Rom)

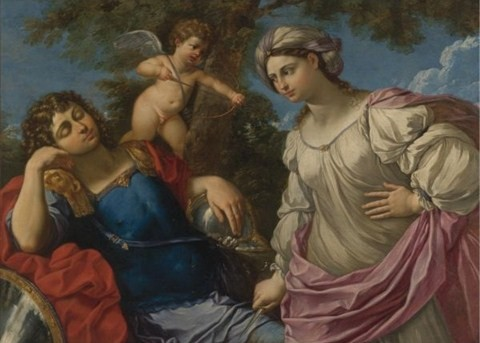
Rinaldo und Armida

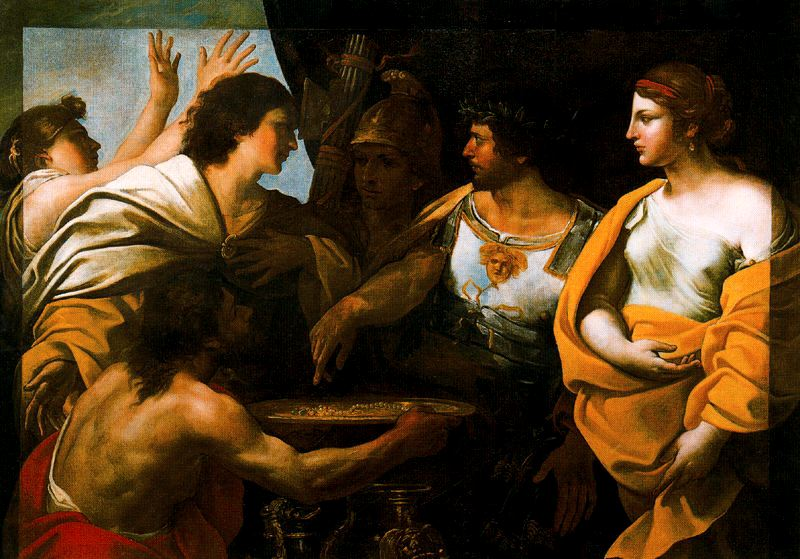
Die Enthaltsamkeit des Scipios (Gallerie Nazionali d’Arte Antica, Rom)

Ruggieri war ein außergewöhnlich gebildeter Künstler. In seiner Heimatstadt Bologna brachte ihm sein Vater bereits als Kind Latein und Griechisch bei. Seine profunden Sprachkenntnisse waren nicht nur ungewöhnlich für einen Künstler seiner Zeit, sondern öffneten ihm auch den Weg, sich mit den Kunstwerken der Antike eingehend konfrontieren zu können.
Seine Ausbildung als Maler begann er bei Domenico Zampieri, genannt Domenichino. Sein Verhältnis mit seinem Lehrer trübte sich jedoch  ein, als er aufgrund seiner Annäherung an Francesco Gessi von Domenichino des Verrats beschuldigt wurde.
Mit Gessi ging er nach Neapel, weshalb er dort auch als Giovanni Battista del Gessi oder Battistino del Gessi bekannt war. Nachdem Belisario Corenzio ihm in Neapel das Leben schwer gemacht hatte, kehrte er nach Bologna zurück. In Bologna arbeitete er unter anderem in der Kirche S. Barbaziano. In seiner Malkunst übertraf er mittlerweile seinen Lehrer Francesco Gessi.
Spätestens ab 1622 hielt sich Ruggieri in Rom auf. Ab diesem Jahr ist seine Mitarbeit an der Ausschmückung der Basilika Sant’Andrea della Valle nachgewiesen, die bis 1627 andauerte. Bei den Arbeiten in  Sant’Andrea della Valle lernte er Kardinal Alessandro Peretti kennen, für den er in der Folge Zeichnungen von dessen umfangreicher Skulpturensammlung der Antike aus der Villa Peretti Montalto anfertigen sollte.
Besondere Erwähnung während seines arbeitsreichen und mehrjährigen Aufenthaltes in Rom verdienen seine Arbeiten für den Kunstsammler Marchese Vincenzo Giustiniani.  Für Giustiniani fertigte er ein Dutzend Zeichnungen an, die als Vorlage für Radierungen für seine in zwei Bänden erschienene Galleria Giustiniani dienten. Ob er auch für den Kunstmäzen Cassiano Dal Pozzo tätig war, ist nicht eindeutig gesichert.
In Rom arbeitete er aber auch unter anderem an den Fresken des Kreuzgangs von Santa Maria sopra Minerva, am Hospital der Lateranbasilika, an der Kirche Santa Caterina a Magnanapoli und an den Palazzi Santacroce und Spada.
Sein genauer Todestag konnte erst in jüngster Zeit auf den 23. August 1633 festgelegt werden. Sein Bruder Ercole war ebenfalls Schüler Gessis.
Aus der Sammlung Giustiniani stammt zum Beispiel Moses vor dem Pharao (1632–1633, Öl auf Leinwand, 126 × 174 cm), erworben 1815 vom preußischen König Friedrich Wilhelm III., und im Neues Palais in Potsdam zu sehen.